# نونو غوميش (لاعب كرة قدم، مواليد 1979)
نونو ميغيل دوس سانتوس غوميش (بالبرتغالية: Nuno Miguel dos Santos Gomes‏) (6 ديسمبر 1979 ببورتو في البرتغال - ) هو لاعب كرة قدم برتغالي في مركز الدفاع. لعب مع نادي بوافيشتا ونادي فاسلوي ونادي ديبورتيفو داس أيفيس ونادي غوندومار وF.C. Marco ‏ وFostiras F.C. ‏ وVerín CF ‏ وU.S.C. Paredes ‏ ونادي مارساشلوك.

## وصلات خارجية
- نونو غوميـش على موقع قاعدة بيانات كرة القدم.إي يو (الإنجليزية)